# Athicha Phetkun
Athicha Phetkun (thailändisch อธิชา เพชรกุล; * 26. Juli 2005) ist eine thailändische Leichtathletin, die sich auf den Sprint spezialisiert hat.

## Sportliche Laufbahn
Erste Erfahrungen bei internationalen Wettkämpfen sammelte Athicha im Jahr 2022, als sie bei den Südostasienspielen in Hanoi in 24,07 s den vierten Platz im 200-Meter-Lauf belegte und mit der thailändischen 4-mal-100-Meter-Staffel in 44,39 s die Goldmedaille gewann. Anschließend gewann sie bei den U18-Asienmeisterschaften in Kuwait in 12,01 s und 24,48 s jeweils die Silbermedaille über 100 und 200 Meter und auch in der Sprintstaffel (1000 Meter) sicherte sie sich in 2:14,38 min die Silbermedaille. Im Jahr darauf schied sie bei den Südostasienspielen in Phnom Penh mit 24,32 s in der Vorrunde im 200-Meter-Lauf aus und siegte in 44,24 s erneut in der 4-mal-100-Meter-Staffel. Anschließend gewann sie bei den U20-Asienmeisterschaften in Yecheon in 11,86 s die Bronzemedaille im 100-Meter-Lauf und sicherte sich in 24,31 s die Silbermedaille über 200 Meter. Zudem gewann sie mit der 4-mal-100-Meter-Staffel in 45,34 s ebenfalls Silber. Im Juli schied sie bei den Asienmeisterschaften in Bangkok mit 24,11 s im Halbfinale über 200 Meter aus und gewann mit der Staffel in 44,56 s gemeinsam mit Supawan Thipat, Supanich Poolkerd und On-uma Chattha die Bronzemedaille hinter den Teams aus der Volksrepublik China und Japan. 2024 belegte sie bei den U20-Asienmeisterschaften in Dubai in 11,99 s den vierten Platz über 100 Meter und ging im Finale über 200 Meter nicht mehr an den Start. Im Jahr darauf gewann sie mit der Staffel bei den Asienmeisterschaften in Gumi in 44,26 s gemeinsam mit Jirapat Khanonta, Supanich Poolkerd und Sukanda Petraksa die Bronzemedaille hinter den Teams aus der Volksrepublik China und Indien. Anschließend schied sie bei den World University Games in Bochum mit 12,01 s im Halbfinale über 100 Meter aus und belegte im Staffelbewerb in 45,10 s den achten Platz.

## Persönliche Bestleistungen
- 100 Meter: 11,86 s (−0,1 m/s), 5. Juni 2023 in Yecheon
- 200 Meter: 24,07 s (+0,6 m/s), 14. Mai 2022 in Hanoi